# 稀鱗曲口魚
稀鱗曲口魚（學名：Campostoma oligolepis）為輻鰭魚綱鯉形目雅羅魚科曲口魚屬的其中一種，分布於北美洲美國威斯康辛州、明尼蘇達州東部、愛荷華州東部和伊利諾伊州北部的密西西比河上游和密西根湖流域；密蘇里州中部和南部以及阿肯色州北部的歐扎克河流域；莫比爾灣流域、喬治亞州、阿拉巴馬州和密西西比州東部；肯塔基州、田納西州、喬治亞州和阿拉巴馬州的格林、坎伯蘭和田納西河流域的部分地區，它還被引入北美的其他地區，如俄克拉荷馬州的伊利諾斯河，體長可達22公分，棲息在含氧量高、水流平緩的溪流，以藻類為食，繁殖過程從雄魚在冬末的礫石霍岩石中築巢，雌魚在春天來產卵，一次可以產下四百到四千個卵。繁殖後，成魚邊離開，由魚卵自行孵化，幼魚會自成一群，互相覓食和彼此保護。

## 扩展阅读
維基物種上的相關：稀鱗曲口魚